# Isabella Molinari
Isabella Molinari (Milano, 1958) è un'ex canoista italiana.

## Biografia
Iniziò a praticare la canoa nel 1973, a 15 anni, presso il Gruppo Milanese Canoa all'Idroscalo di Milano, allenata da Giuseppe Buonfiglio, per poi passare al Circolo Kayak Canoa sempre all'Idroscalo. Fu iscritta ai Giochi della XXI Olimpiade di Montréal del 1976 in K2 m 500 femminile con Elisabetta Bassani, ma per dissidi interni alla Commissione Italiana Canoa all'ultimo fu bloccata la partecipazione del K2 femminile, così come accadde ai successivi Giochi della XXII Olimpiade di Mosca del 1980, in cui avrebbe dovuto gareggiare nel K1 m 500 e a cui fu inviata una squadra ridotta a causa del boicottaggio dei paesi occidentali all'Unione Sovietica. Partecipò a diverse edizioni di campionati del mondo e nel 1979 vinse un bronzo ai Giochi del Mediterraneo di Spalato nel K-4 500 m insieme a Elisabetta Bassani, Elisabetta Introini e Luisa Ponchio). Dopo aver vinto una ventina di titoli italiani in K1 e K2 Canoa velocità (Canoe Sprint) e K1 Canoa discesa (Wildwater Canoeing), delusa dall'esclusione ai Giochi Olimpici di Mosca, si ritirò dall'agonismo per dedicarsi alla ricerca in campo farmacologico.

Onorificenze sportive: Medaglia di bronzo del CONI nel 1978 - Numero di Brevetto 3778.